# Leucophyllum laevigatum
Leucophyllum laevigatum är en flenörtsväxtart som beskrevs av Standley. Leucophyllum laevigatum ingår i släktet Leucophyllum och familjen flenörtsväxter.

## Underarter
Arten delas in i följande underarter:
- L. l. coahuilense
- L. l. griseum

## Bildgalleri

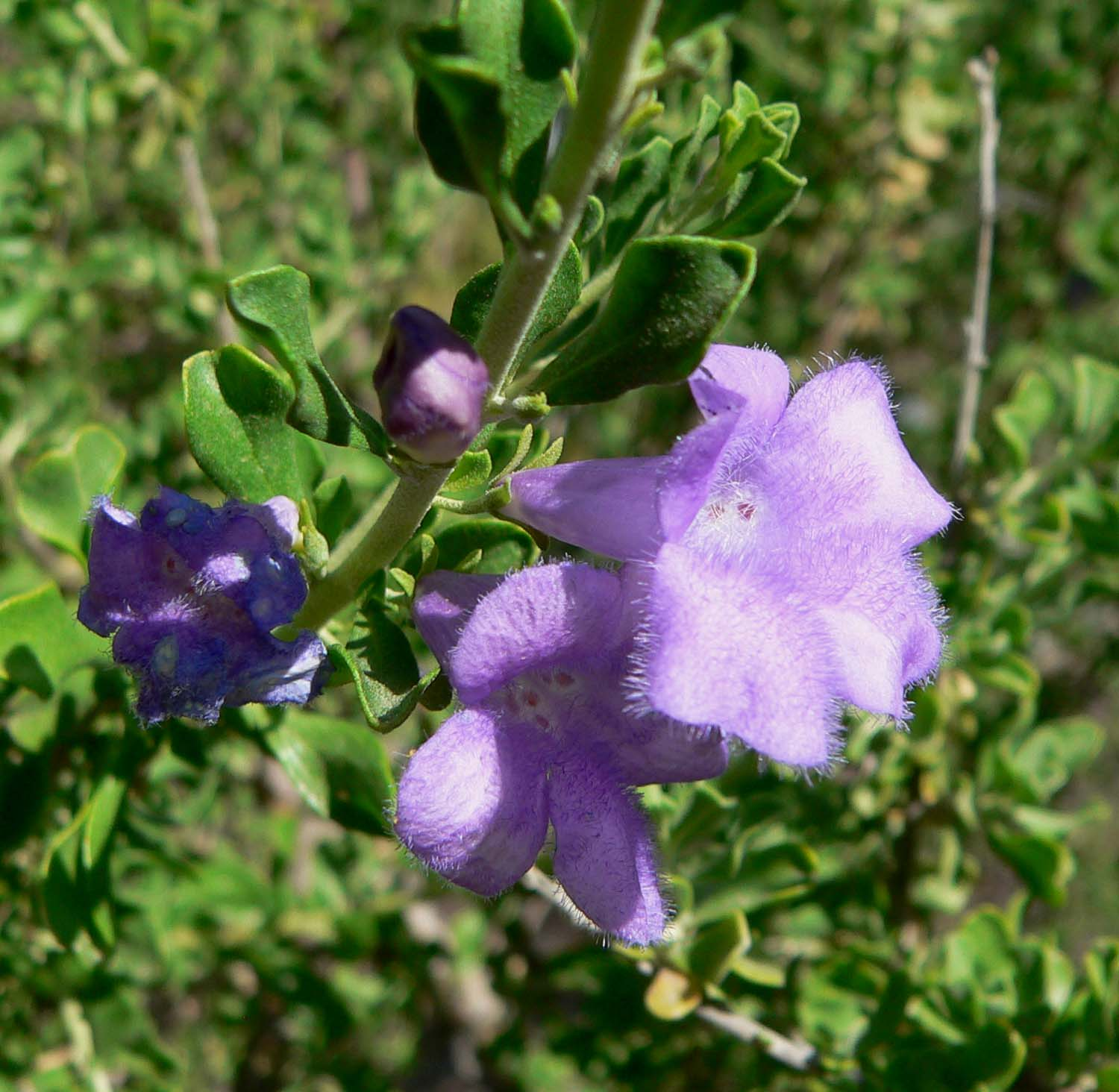
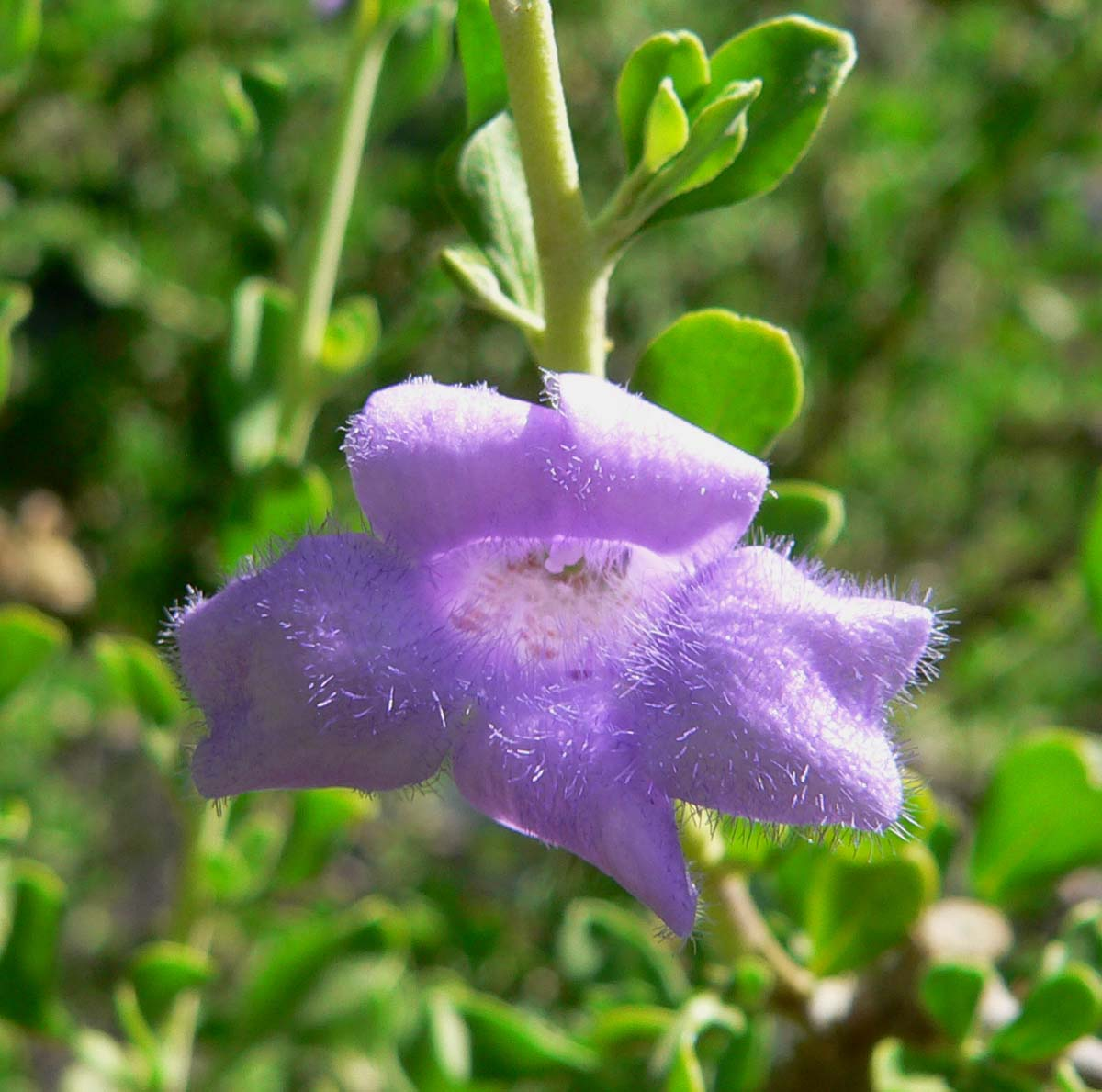
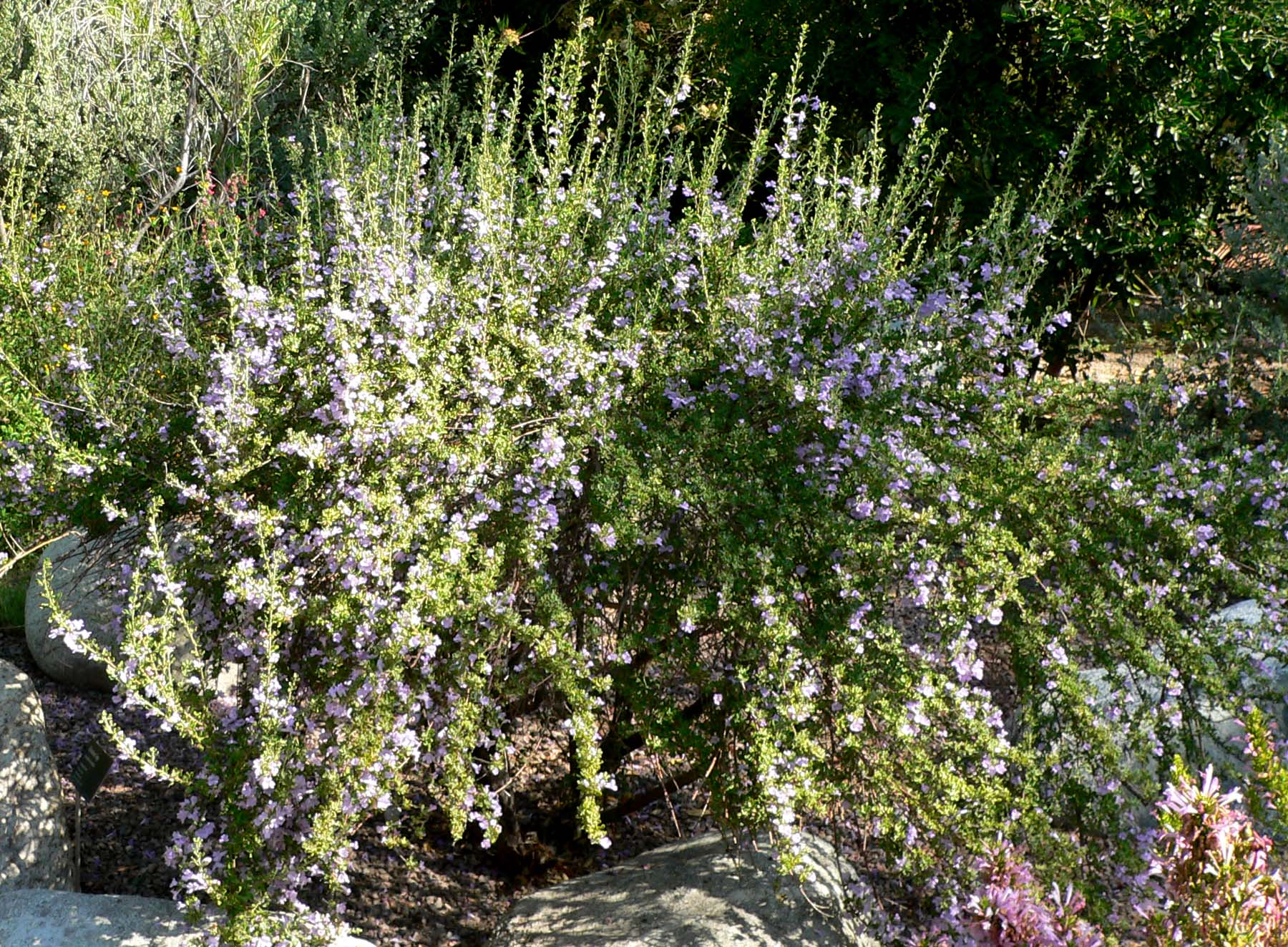
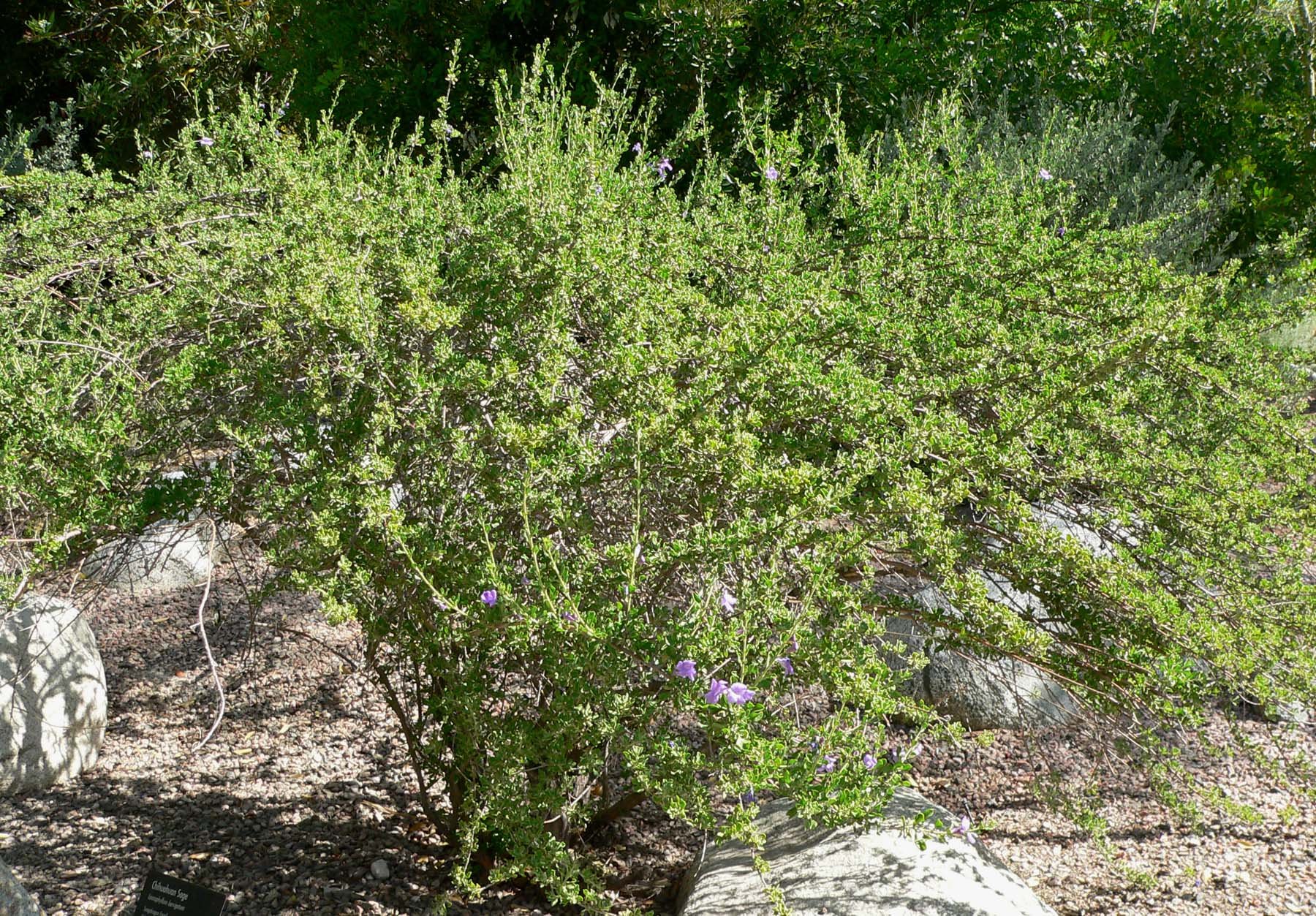